# Česká 3. Liga Amerického Fotbalu 2019
La Česká 3. Liga Amerického Fotbalu 2019 è la 7ª edizione del campionato di football americano di terzo livello, organizzato dalla ČAAF.

## Squadre partecipanti
| Club                        | Città          | Stadio | Sponsor ufficiale | Risultato nella stagione 2018 |
| --------------------------- | -------------- | ------ | ----------------- | ----------------------------- |
| Brno Sigrs 2                | Brno           |        |                   |                               |
| Liberec Titans              | Liberec        |        |                   |                               |
| Mladá Boleslav Greenraiders | Mladá Boleslav |        |                   |                               |
| Šumperk Dietos              | Šumperk        |        |                   |                               |
| Trutnov Rangers             | Trutnov        |        |                   |                               |
| Zlín Golems                 | Zlín           |        |                   |                               |

## Stagione regolare

### Calendario

#### 1ª giornata
| Zlín 27 aprile 2019, ore 14:00 | Zlín Golems | 20 – 18 (14-0 0-6 6-6 0-6) referto | Trutnov Rangers | Stadion mládeže (123 spett.)\| Arbitro: \| Zouvala \| |
| Arbitro:                       | Zouvala     |                                    |                 |                                                       |

| Liberec 27 aprile 2019, ore 14:00 | Liberec Titans | 8 – 10 (0-0 0-7 0-0 8-3) referto | Mladá Boleslav Greenraiders | Amerika (193 spett.)\| Arbitro: \| Šimon \| |
| Arbitro:                          | Šimon          |                                  |                             |                                             |

| Šumperk 28 aprile 2019, ore 15:00 | Šumperk Dietos | 35 – 0 (13-0 6-0 16-0 0-0) referto | Brno Sigrs 2 | Tyršův stadium (132 spett.)\| Arbitro: \| Klimeš \| |
| Arbitro:                          | Klimeš         |                                    |              |                                                     |

#### 2ª giornata
| Rajhradice 4 maggio 2019, ore 14:00 | Brno Sigrs 2 | 42 – 19 (8-0 6-13 8-6 20-0) referto | Liberec Titans | (89 spett.)\| Arbitro: \| Hameder \| |
| Arbitro:                            | Hameder      |                                     |                |                                      |

| Strašnov 4 maggio 2019, ore 15:00 | Mladá Boleslav Greenraiders | 0 – 23 (0-6 0-17 0-0 0-0) referto | Zlín Golems | (169 spett.)\| Arbitro: \| Kriesman \| |
| Arbitro:                          | Kriesman                    |                                   |             |                                        |

| Trutnov 5 maggio 2019, ore 14:00 | Trutnov Rangers | 10 – 47 (0-14 3-13 0-7 7-13) referto | Šumperk Dietos | Stadion Osvobození (59 spett.)\| Arbitro: \| Zouvala \| |
| Arbitro:                         | Zouvala         |                                      |                |                                                         |

#### 3ª giornata
| Strašnov 18 maggio 2019, ore 15:00 | Mladá Boleslav Greenraiders | 10 – 12 (7-0 0-0 0-0 3-12) referto | Trutnov Rangers | (109 spett.)\| Arbitro: \| Kriesman \| |
| Arbitro:                           | Kriesman                    |                                    |                 |                                        |

#### Recuperi 1
| Rajhradice 25 maggio 2019, ore 14:00 | Brno Sigrs 2 | 8 – 35 (8-14 0-6 0-6 0-9) referto | Zlín Golems | (89 spett.)\| Arbitro: \| Gazdík \| |
| Arbitro:                             | Gazdík       |                                   |             |                                     |

| Liberec 25 maggio 2019, ore 14:00 | Liberec Titans | 0 – 58 (0-24 0-20 0-14 0-0) referto | Šumperk Dietos | Amerika (53 spett.)\| Arbitro: \| Hameder \| |
| Arbitro:                          | Hameder        |                                     |                |                                              |

#### 4ª giornata
| Trutnov 2 giugno 2019, ore 14:00 | Trutnov Rangers | 13 – 46 (7-14 0-6 0-6 6-20) referto | Brno Sigrs 2 | Stadion Osvobození (128 spett.)\| Arbitro: \| Hameder \| |
| Arbitro:                         | Hameder         |                                     |              |                                                          |

| Šumperk 2 giugno 2019, ore 15:00 | Šumperk Dietos | 42 – 14 (7-7 14-7 14-0 7-0) referto | Mladá Boleslav Greenraiders | Tyršův stadium (95 spett.)\| Arbitro: \| Moravec \| |
| Arbitro:                         | Moravec        |                                     |                             |                                                     |

#### Recuperi 2
| Liberec 8 giugno 2019, ore 17:00 | Liberec Titans | 3 – 30 (3-7 0-13 0-10 0-0) referto | Zlín Golems | Amerika (72 spett.)\| Arbitro: \| Pachulski \| |
| Arbitro:                         | Pachulski      |                                    |             |                                                |

#### 5ª giornata
| Šumperk 15 giugno 2019, ore 15:00 | Šumperk Dietos | 56 – 0 (28-0 7-0 14-0 7-0) referto | Trutnov Rangers | Tyršův stadium (120 spett.)\| Arbitro: \| Gazdík \| |
| Arbitro:                          | Gazdík         |                                    |                 |                                                     |

#### Recuperi 3
| Zlín 22 giugno 2019, ore 14:00 | Zlín Golems | 35 – 0 (14-0 21-0 0-0 0-0) referto | Brno Sigrs 2 | Stadion mládeže (187 spett.)\| Arbitro: \| Frehar \| |
| Arbitro:                       | Frehar      |                                    |              |                                                      |

| Strašnov 22 giugno 2019, ore 15:00 | Mladá Boleslav Greenraiders | 22 – 0 (0-0 7-0 6-0 9-0) referto | Liberec Titans | (185 spett.)\| Arbitro: \| Pachulski \| |
| Arbitro:                           | Pachulski                   |                                  |                |                                         |

#### 6ª giornata
| Rajhradice 29 giugno 2019, ore 14:00 | Brno Sigrs 2 | 28 – 18 (0-6 6-6 14-0 8-6) referto | Mladá Boleslav Greenraiders | (120 spett.)\| Arbitro: \| Gazdík \| |
| Arbitro:                             | Gazdík       |                                    |                             |                                      |

| Zlín 30 giugno 2019, ore 14:00 | Zlín Golems | 40 – 9 (5-3 21-0 7-0 7-6) referto | Šumperk Dietos | Stadion mládeže (350 spett.)\| Arbitro: \| Gazdík \| |
| Arbitro:                       | Gazdík      |                                   |                |                                                      |

| Trutnov 30 giugno 2019, ore 14:00 | Trutnov Rangers | 11 – 26 (0-0 0-3 3-9 8-14) referto | Liberec Titans | Stadion Osvobození (63 spett.)\| Arbitro: \| Pachulski \| |
| Arbitro:                          | Pachulski       |                                    |                |                                                           |

### Classifica
La classifica della regular season è la seguente:
- PCT = percentuale di vittorie, G = partite giocate, V = partite vinte,  P = partite perse, PF = punti fatti, PS = punti subiti

| Pos. | Squadra                     | PCT   | G | V | N | P | PF  | PS  |
| ---- | --------------------------- | ----- | - | - | - | - | --- | --- |
| 1    | Zlín Golems                 | 1.000 | 6 | 6 | 0 | 0 | 183 | 38  |
| 2    | Šumperk Dietos              | .833  | 6 | 5 | 0 | 1 | 201 | 64  |
| 3    | Brno Sigrs 2                | .500  | 6 | 3 | 0 | 3 | 124 | 155 |
| 4    | Mladá Boleslav Greenraiders | .333  | 6 | 2 | 0 | 4 | 74  | 113 |
| 5    | Liberec Titans              | .167  | 6 | 1 | 0 | 5 | 56  | 150 |
| 6    | Trutnov Rangers             | .167  | 6 | 1 | 0 | 5 | 64  | 182 |

## VII Bronze Bowl
| Zlín 14 luglio 2019, ore 14:00 | Zlín Golems | 35 – 0 (a tavolino) referto | Šumperk Dietos | Stadion mládeže (530 spett.)\| Arbitro: \| Kroulík \| |
| Arbitro:                       | Kroulík     |                             |                |                                                       |

## Verdetti
- Zlín Golems Vincitori della Česká 3. Liga Amerického Fotbalu 2019